# Genius loci
Genius loci (łac. „duch opiekuńczy danego miejsca”) – duch lub demon władający albo opiekujący się jakimś miejscem. 
Według mitologii rzymskiej opiekuńcza siła, coś, co sprawia, że dana przestrzeń jest jedyna w swoim rodzaju (tam też często przedstawiana w postaci węża). Duchy opiekuńcze miejsc lub poszczególnych osób powszechnie występują także w innych wierzeniach (również słowiańskich czy chrześcijańskich).
W kontekście współczesnej teorii architektury genius loci ma głębokie implikacje dla tworzenia miejsc, mieszcząc się w filozoficznej gałęzi fenomenologii. Tę dziedzinę dyskursu architektonicznego badał przede wszystkim norweski teoretyk Christian Norberg-Schulz w swojej książce Genius Loci: Towards a Phenomenology of Architecture.